# Tipula bicolor
Tipula bicolor är en tvåvingeart som beskrevs av Friedrich Hermann Loew 1866. Tipula bicolor ingår i släktet Tipula och familjen storharkrankar.
Artens utbredningsområde är Etiopien. Inga underarter finns listade i Catalogue of Life.